# 平成14年台風第6号
平成14年台風第6号（へいせい14ねんたいふうだい6ごう、アジア名：Chataan / ツァターン）は、2002年7月に日本に上陸して被害を出した台風である。

## 概要

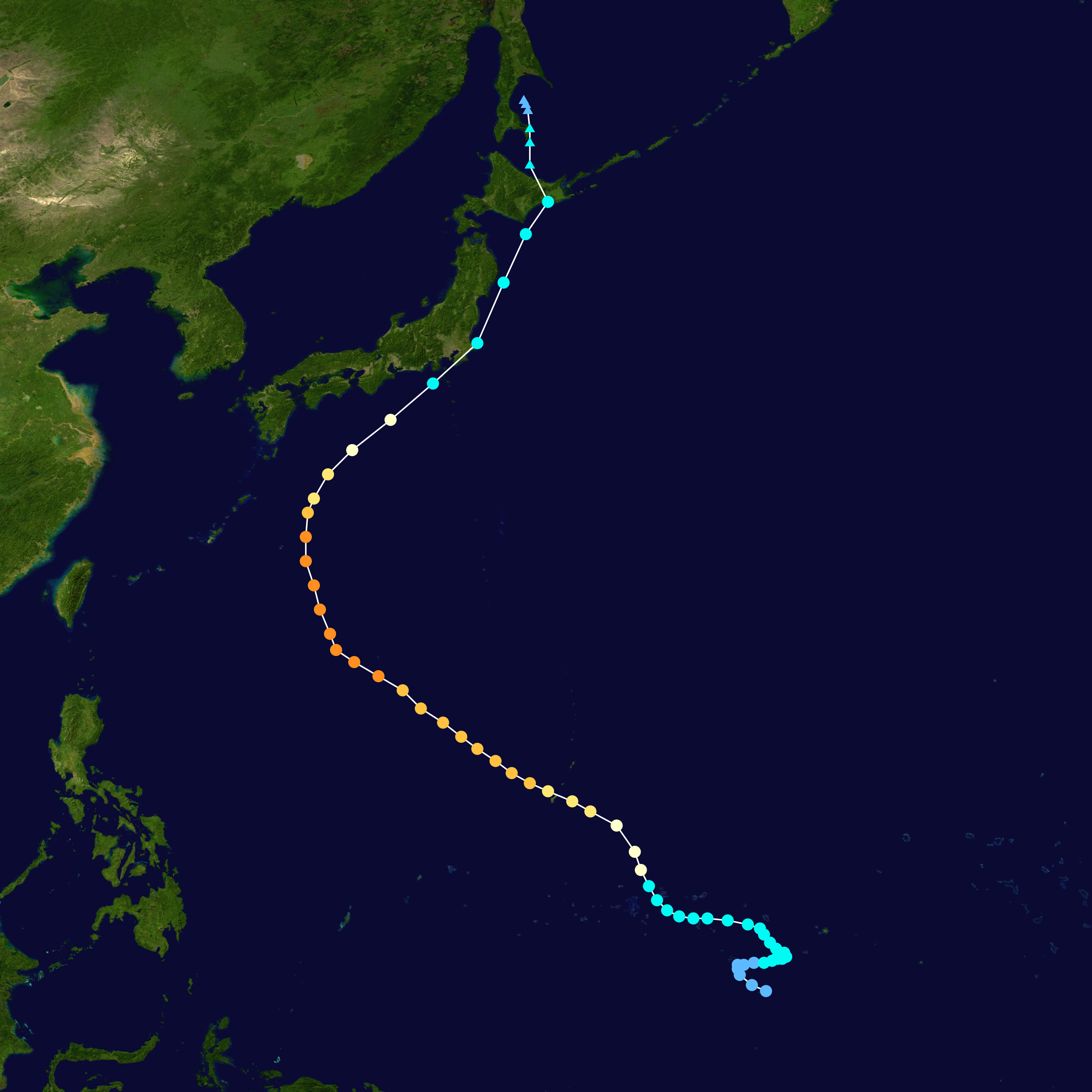
進路図

2002年6月29日にトラック島近海で台風6号が発生し、アジア名「ツァターン（Chataan）」と命名された。命名国はアメリカで、チャモロ語で「雨」を意味する。その後フィリピン大気地球物理天文局（PAGASA）の管轄領域に入ったため、フィリピン名「グロリア（Gloria）」と命名された。台風は勢力を強めながら北西に進み、7月7日には非常に強い勢力となった。9日に南大東島の東海上で徐々に勢力を弱めながら北東に進路を変え、11日0時過ぎに千葉県館山市付近に上陸。その後鹿島灘から三陸沖を北北東に進み、11日21時頃、北海道釧路市付近に再上陸した。その後はオホーツク海へ進み、12日0時に温帯低気圧に変わった。
なお、この台風のアジア名である「ツァターン（Chataan）」は、この台風限りで使用中止となり、次順からは「マットゥモ（Matmo）」というアジア名が使用されることになった。

## 影響
この間、梅雨前線が本州上に停滞して活動が活発化したため、中部地方から東北地方にかけて大雨が降った。岐阜県では9日から10日にかけて１時間に90mm以上の猛烈な雨が降り、期間降水量は岐阜県根尾村樽見で510mmに達したほか、関東地方の山沿いの一部でも400mmを超えた。また静岡県静岡市で318.5mmとなるなど、東海・関東・東北地方の平野部でも、一部で期間降水量が200mmを超える大雨となった。また、東京の八丈島で最大風速27.3m/sなど、伊豆諸島や関東沿岸などで20m/sを超える暴風を観測。 11日には、北海道尻羽岬で7.09ｍの有義波高を観測している。

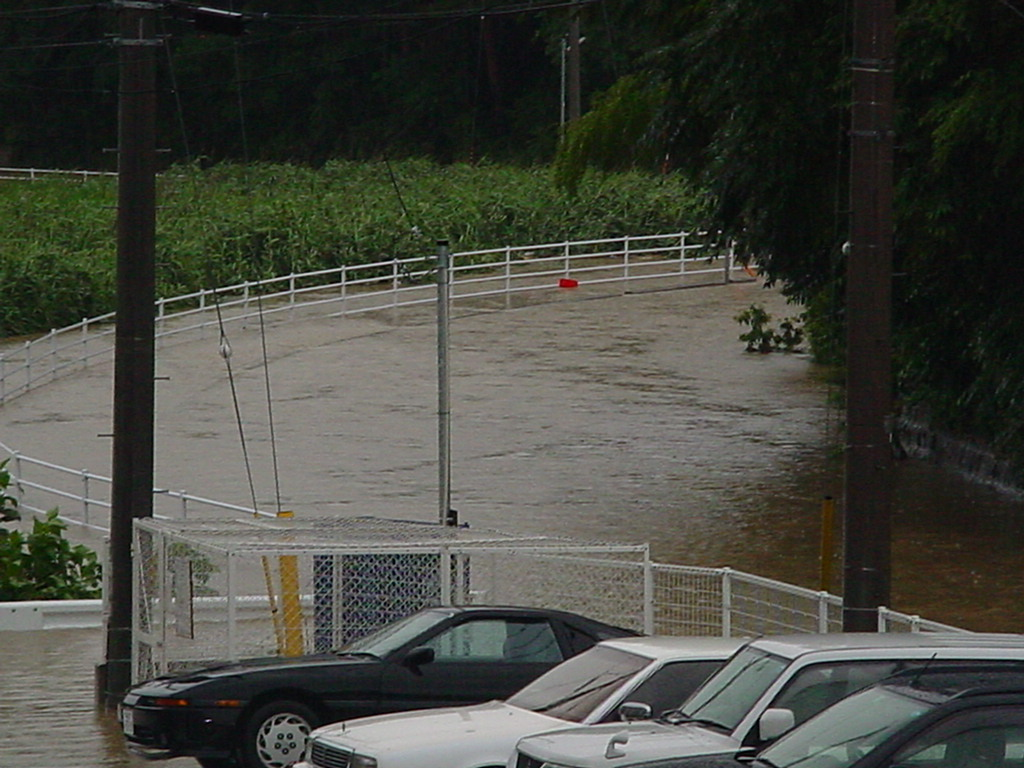
大雨により発生した洪水（福島県郡山市）

岐阜県の長良川では、川の水が増水して警戒水位を超え、濁流による堤防の崩落が相次いで発生。群馬県では竜巻とみられる突風や土石流などが起きた。また福島県では、阿武隈川が危険水位を超え浸水被害が発生し、宮城県でも旧北上川、江合川が溢れて浸水の被害が出た。岩手県では北上川支川の氾濫などにより、 45の市町村で浸水被害が発生しており、被害が大きかった東山町では10日から11日にかけて大雨が降り、北上川支川の砂鉄川では3時に警戒水位を超え、5時30分頃から氾濫した。 7時8分には、長坂・松川の両地区で合計900世帯2,100 人に避難勧告が発令された。 7時30分に、東山町は災害対策本部を設置して対応した。さらに砂鉄川支川の猿沢川も、11日8時頃から急激に増水して氾濫。そのため県は、東山町に対し災害救助法を適用した。砂鉄川が北上川と合流する地点に位置する川崎村では、7時には災害対策本部を設置し対応に当たった。村内を東西に流れる千厩川も増水、また北上川も急激に増水し、 諏訪前地点で12日1時に危険水位を大きく上回ったため、浸水被害や土砂災害が各所で起きた。孤立した住民も多く、水防団員が救助用ボートなどで救出作業を行った。

## 被害
この台風により、死者6人・行方不明者1人・負傷者39人の人的被害が確認されているほか、住家全壊27棟・住家半壊55棟・一部損壊415棟・床上浸水2,453棟・床下浸水8,400棟・耕地被害25,861ha・被害総額353億円などとなっている。また北海道大雪山系で天候の悪化により登山者2名が死亡した（トムラウシ山遭難事故 (2002年)）。